# Macrobiotus recens
Macrobiotus recens är en djurart som tillhör fylumet trögkrypare, och som beskrevs av Cuénot 1932. Macrobiotus recens ingår i släktet Macrobiotus och familjen Macrobiotidae. Inga underarter finns listade i Catalogue of Life.